# Cantón de Mouy
El cantón de Mouy es una división administrativa francesa, situada en el departamento de Oise y la región de Picardía.
Su consejera general es Anne Claire Delafontaine.

## Geografía
Este cantón se organiza alrededor de Mouy, en el distrito de Clermont. Su altitud varía de 33 m (Bury) a 160 m (Neuilly-sous-Clermont), teniendo una altitud media de 70 m.

## Composición
El cantón de Mouy agrupa 11 comunas y cuenta con 14 964 habitantes (según el censo de 1999).
| Comunas                | hab.  | código postal | código INSEE |
| ---------------------- | ----- | ------------- | ------------ |
| Angy                   | 1 186 | 60250         | 60015        |
| Ansacq                 | 263   | 60250         | 60016        |
| Bury                   | 2 891 | 60250         | 60116        |
| Cambronne-lès-Clermont | 992   | 60290         | 60120        |
| Heilles                | 577   | 60250         | 60307        |
| Hondainville           | 617   | 60250         | 60317        |
| Mouy                   | 5 328 | 60250         | 60439        |
| Neuilly-sous-Clermont  | 1 685 | 60290         | 60451        |
| Rousseloy              | 336   | 60660         | 60551        |
| Saint-Félix            | 486   | 60370         | 60574        |
| Thury-sous-Clermont    | 603   | 60250         | 60638        |

## Demografía
| 8,861 | 9,489 | 11,656 | 12,723 | 14,278 | 14,964 |
| Para los censos de 1962 a 1999 la población legal corresponde a la población sin duplicidades (Fuente: INSEE [Consultar]) |       |        |        |        |        |